# Dorothy Lewis Bernstein
Dorothy Lewis Bernstein (Chicago, 11 de abril de 1914 – 5 de fevereiro de 1988) foi uma matemática estadunidense, conhecida por seu trbalho em matemática aplicada, estatística, programação de computadores, e sua pesquisa sobre transformada de Laplace. Foi a primeira mulher eleita presidente da Mathematical Association of America.